# Tony Vejslev
Tony Vejslev (født  25. oktober 1926, død 13. januar 2020) var en dansk komponist, visesanger og fhv. overlærer. Han var især kendt for sine iørefaldende, enkle og sangbare melodier til Frank Jægers digte.

## Biografi
Tony Vejslev blev nysproglig student fra Statsgymnasiet Schneekloths Skole i 1945. Mødte digteren Frank Jæger i gymnasiet og begyndte at skrive melodier til hans digte. 
Vejslev havde under besættelsen (1940 til 1945) omfattende solistoptræden i hjemstavnsforeninger, Tivolis Glassal, Lulu Ziegler-cabareten og de populære “Midnats-shows”. Dannede også to vokal-jazzkvartetter: “The Swinging Singers” og “The Evergreens”.
Efter militærtjeneste i bl.a. Tyskland i årene 1945-47 blev Vejslev lærer i 1950 og var i årene 1951-53 lærer ved den danske skole i Cascallares i Argentina. Holdt efter hjemkomsten en lang række radio-causerier om sydamerikansk folkemusik.
Optrådte og arbejdede løbende sammen med Frank Jæger og i 1953 udkom ”19 Jægerviser”.
Både Eddie Skoller og Erik Grip indspillede hver især flere af Jægerviserne i 1975, men især Kim Larsens EP, 5 Eiffel, fra 1982, som indeholdt to af Jæger-viserne, ”Åh, at være en høne” (”Være-digtet”) og ”Bedstefar, ta' dine tænder på” (”April, april”), gjorde viserne meget populære.
Tony Vejslevs melodier optræder i større antologier som Politikens Lystige Viser, DGI Sangbogen, EWH Sangbogen og ikke mindst Højskolesangbogen, hvor Tony Vejslev er repræsenteret med hele 6 melodier.
Tony Vejslev modtog i 1998 Danske Sangskrivere og Komponister/DJBFA’s hæderspris og i maj 2006 Folkehøjskolernes Forenings “Den Folkelige Sangs Pris 2006“.